# Sud
Sud (arabsko Sadd / سد /-pregrada, jez – tudi s-Sudd ali al-Sudd)  je veliko močvirje v Južnem Sudanu, ki ga oblikuje Bahr Džabal, del Belega Nila. Izraz "Sud" se nanaša na vse veliko, trdno, plavajoče rastlinstvo otoka. Območje, ki ga močvirje zajema, je eno največjih mokrišč na svetu in največje sladkovodno mokrišče v porečju reke Nil.
Že vrsto let močvirje in še posebej njegova goščava z rastlinjem kažeta neprehodno oviro za plovbo vzdolž Nila. Iz tega razloga je iskanje izvira Nila posebej težko; nekatere ekspedicije so zato odhajale z osrednje afriške obale, da ne bi bilo treba potovati skozi Sud.

## Lega
Sud se razteza od Mongale do sotočja Sobat in Belega Nila, gorvodno od Malakala, pa tudi proti zahodu vzdolž Bahr Ghazala. Plitva in ravna notranja delta leži med 5,5 in 9,5 stopinj severne zemljepisne širine in pokriva površino 500 km od juga proti severu in 200 km od vzhoda proti zahodu.
Njegova velikost je zelo spremenljiva, v povprečju ima več kot 30.000 km². V vlažni sezoni se lahko poveča na več kot 130.000 km², odvisno od pritoka vod, s praznjenjem Viktorijinega jezera pa je glavni nadzorni dejavnik ravni in območja poplav. Ker je območje Sud sestavljeno iz različnih meandrov, lagun, trstičnih in papirusovih polj ter izgubi polovico svoje vode z izhlapevanjem, ima zapletena hidrologija veliko primarnih in sekundarnih učinkov.  Glavna značilnost območja je prekop Jonglei, tudi če ni končan in ne deluje, ki naj bi bil obvozna voda iz Suda za preprečevanje izgub zaradi izhlapevanja in povečanja količine vode, ki se odvaja na izhodu iz njega.
Od leta 1961 do 1963 se je območje zelo povečalo, ko se je raven Viktorijinega jezera razpršila in odtok povečal. Skupna površina Suda je povezana s količino vode, ki doseže Bor iz Albertovega Nila in iz hudournikov ali sezonskih vodnih tokov, ki lahko dodajo velike količine s pretokom na pritočnem koncu Suda. Med naraščanjem Viktorijinega jezera 1960 se je izliv pri Mongali približno podvojil, pretok pri Malakalu na severnem koncu močvirja pa povečal za 1,5-krat. Posledica teh visokih tokov je bila, da so se območja stalnega močvirja in sezonskih poplavnih območij skupaj povečala za 2,5-krat glede na svojo nekdanjo velikost.  
Od južnega izliva Bahr Jabala ( "Reka z gora", Gorski Nil) pri Mongali se struga zaporedoma razširi v poplavno ravnico, kjer se vode izlivajo v meandrih in različnih kanalih ter lagunah v vsem sušnem obdobju. Z naraščanjem gladine vode se med sezono poplav širi čez polovico poplavljenih travnikov.
Nekoliko nižje od kraja Bor se Bahr Zeraf, pritok Belega Nila na vzhodu, del toka, preusmeri in se mu spet pridruži, tik preden doseže Malakal. Tok Belega Nila prehaja v jezero No, kjer se pritok Bahr Ghazal poveže z Belim Nilom, ki prispeva priliv sezonskih nihanj. Pri Malakalu se pridruži reka Sobat. Združeni tokovi in tok s severa kot Beli Nil v urejeni strugi se povezuje z vodami Modrega Nila v Kartumu, ki sta skupaj glavni Nil.
Sud je bil 5. junija 2006 opredeljen kot ramsarsko mokrišče mednarodnega pomena. Določena je bila površina 57.000 km².

## Podnebje
Hidrološko Sud igra pomembno vlogo pri shranjevanju poplavnih vod in usedlin iz Belega Nila. Približno 55 odstotkov vode, ki vstopa na območje, se izgubi z izhlapevanjem.  Gladina niha tudi do 1,5 m, odvisno od visoke plime.
Regija prejme manj padavin (običajno med 55 in 65 centimetrov letno) od sosednjih območij na isti zemljepisni širini. Orografsko dviganje na vzhodnih in zahodnih straneh Suda prispeva k temu stanju. 

## Geomorfologija
Geomorfologija območja je opredeljena s strugo in lagunskim sistemom stalnega močvirja Sud, sosednjih poplavnih ravnic in bližnjega ravninskega terena. Beli Nil teče na sever – severozahod in zato pod kotom na naklon poplavne ravnice, ki se spušča navzdol proti severu, medtem ko severno od Juba reka teče v vrezanem koritu. Brežine tega zoženega korita se višajo od juga proti severu s približevanjem kraju Bor in se končajo v Sudu – poplavni ravnici severno od Bora na vzhodnem bregu in proti Šambu na zahodnem bregu. V južnem delu se reka vije (meandrira) z ene strani na drugo v obvladovanem koritu v enem ali več kanalih, bolj severno pa močvirje ni omejeno z višjimi območji in sistem rečnih kanalov postaja vse bolj zapleten. Značilnost reke z mrežo kanalov in lagun je različna na satelitskih posnetkih in digitalnih višinskih modelih.
Geologija območij je opredeljena s težkimi glinenimi tlemi, z zelo neprepustno vrhnjo plastjo montmorijonita ("črnega bombaža"), debelega približno 500 mm v povprečju. Peščena tla najdemo le na globini približno 30 metrov in nižje, kot so ugotovili tudi z vrtanjem profilov (Petersen, 2008). To kaže zelo omejen vpliv podtalnice na hidrologijo območja.

## Prebivalstvo
Tu živijo Dinki, Nuerji in Šiluki in kot pastirji intenzivno uporabljajo Sud in okolico. Živinoreja in od dežja odvisno kmetijstvo sta prevladujoča za pretežno podeželsko prebivalstvo, ki mu sezonski poplavni travniki ob Sudu zagotavljajo dragocene pašnike. 

## Rastlinstvo in ekosistem
Vegetacijska območja se lahko na splošno razvrstijo v pet skupin, ki so odvisne od nadmorske višine prostora nad nivojem poplav: jezera in same reke, plavajoče rastlinstvo v močvirju, rečna poplavljena travišča, zaradi dežja poplavljena travišča in gozdni travniki na robu. Travniška in gozdna območja so kultivirali lokalni prebivalci.
Gostota travnikov ob Sudu se spreminja glede na letni čas, visoka trava v deževnem obdobju in kratka suha trava v sušnem obdobju, ko se pojavijo tudi pogosti požari. Rečna območja so večinoma poraščena z rastlinjem, z nekaj glavnimi in stranskimi kanali, pa tudi odprtimi vodami lagune. Porazdelitev je opisana podrobneje v SutcLIFFE (1974) in Petersen (2007). Glavne vrste so:
- Phragmites communis (plitvo poplavljene, zakopane korenine)
- Echinochloa pyramidalis (plitvo poplavljene, zakopane korenine)
- Oryza barthii (plitvo poplavljene, zakopane korenine)
- Echinochloa stagnina (globoko poplavljene, plitve/drseče korenine)
- Vossia cuspidata (globoko poplavljene, plitve/drseče korenine)
- Cyperus papyrus (globoko poplavljene, površinske/plavajoče korenine)
- Typha domingensis

Prve tri vrste so zasidrane, zato je njihova porazdelitev omejena na globino poplav. Zadnja vrsta mora biti stalno v vodi ali v nasičeni zemlji, ki je dober pokazatelj vzorcev poplavnih koreninskih sistemov. P. communis, E. pyramidalis in O. barthii na primer prevladujejo le tam, kjer globina poplav ne presega 130 cm v obdobju deset let ali 118 cm en mesec v letu.
Plavajočo vegetacijo C. papyrus je povzročila blokada v močvirjih Suda ob številnih priložnostih med 1879 in 1900, ko so se rastline razrasle zaradi pogostejših poplav. C. papyrus potrebuje nasičene razmere in prenaša poplave, ki niso globoke več kot 150 cm. 
Ko se prepletenost rastlin osvobodi svojih privezov, sestavlja plavajoče otoke, dolge do 30 km. Na koncu se razgradijo, razdelijo.
Počasne vode so gostiteljice veliko komarjev in parazitov, ki povzročajo in prenašajo z vodo povezane bolezni.
Zgodnji raziskovalci, ki so iskali izvir Nila, so imeli velike težave, včasih več mesecev niso mogli skozi Sud. V knjigi Beli Nil Alan Moorehead pravi: "ni mogočnejšega močvirja na svetu".

### Živalstvo
Sud zagotavlja hrano in vodo pticam selivkam; tukaj najdemo več kot 400 vrst ptic, tudi čevljekljuna (Balaeniceps rex), rožnatega pelikana (Pelecanus onocrotalus) in pavjega žerjava (Balearica pavonina). Kot je okoliška pokrajina veliko območje suhega Sahela v Afriki, je močvirje tudi raj za selitev živali, še posebej za antilope, kot so ogrožene vrste: nilski kob (Kobus megaceros), vrsta kame (Damaliscus lunatus korrigum), Bohorska trstnica (Redunca redunca) in največ travnih antilop (Kobus kob) na svetu, približno 1,2 milijona osebkov, primerljivo s tanzanijskim, bolj znanim Narodnim parkom Serengeti. Plitvo vodo obiskujejo krokodili in povodni konji. Na več gorskih območjih je Sud znan kot zgodovinski habitat za ogrožene hijenske pse (Lycaon pictus), ki pa so jih že precej iztrebili.

## Grožnje in ohranjanje
Dolgotrajna državljanska vojna v Južnem Sudanu, ki resno moti prizadevanja za ohranjanje Suda, zlasti ker razširjena razpoložljivost orožja spodbuja divji lov, tudi slonov. So trije lovski rezervati: otok Zeraf med reko Zeraf in Nilom, rezervat Šambe in lovski rezervat Mongala.

### Kanal Jonglei
Zaradi močvirja Sud voda jugozahodnih pritokov (sistem Belega Nila) za praktične namene ne doseže glavne reke in se izgubi z izhlapevanjem in izločanjem vode.
Sir William Garstin, državni podsekretar za javna dela v Egiptu, je leta 1907 prvi izdelal podroben predlog za gradnjo prekopa vzhodno od Suda.  Obvod mimo močvirja bi zmanjšal izhlapevanje vode Nila, kar bi omogočalo povečanje površin obdelovalne zemlje v Egiptu za 8100 km².
Hidrogeologi so leta 1930 predlagali kopanje prekopa vzhodno od Suda s preusmeritvijo vode iz Belega Nila nad Sudom do nižje točke na Belem Nilu, mimo močvirja, ki bi nosil vodo Belega Nila neposredno v glavno strugo reke.
Shemo prekopa je najprej raziskovala egiptovska vlada leta 1946, načrti so bili razviti v letih 1954–59. Gradbena dela so se začela leta 1978, vendar je izbruh politične nestabilnosti v Sudanu zadržal delo za več let. Leta 1984, ko so uporniki južnega Sudana  (SPLA) nadaljevali delo, je bilo izkopanih 240 km kanala od skupno 360 km. Kopali so z zmogljivim nemškim strojem, ki so ga imenovali "Sarah" ali "Lucy". Stroj je bil uničen z izstrelki. Ko je bil leta 2000 spet mir, so razmišljali o ponovnem zagonu projekta. 21. februarja 2008 pa je sudanska vlada sklenila, da oživitev projekta ni prednostna naloga. Kljub temu sta se leta 2008 Sudan in Egipt dogovorila za ponoven zagon projekta, ki bi ga končala v 24 letih.
Južni Sudan se je osamosvojil leta 2011. Predvideno je, da bo projekt prekopa prevajal 3,5−4,8 x 109 m³ vode letno (enako povprečni letni izpust 110–152 m³/s, kar je okoli 5 do 7 odstotkov trenutne oskrbe z vodo Egipta). Koristi bi si delila Egipt in Sudan, Južni Sudan pa bi utrpel škodo. Zapletena okoljska in socialna vprašanja, tudi propad ribištva, sušenje pašnih zemljišč,  padec gladine podzemne vode in zmanjšanje padavin v regiji  lahko omejijo obseg projekta v praksi. Dreniranje Suda bi imelo verjetno okoljske posledice, primerljive s sušenjem Čadskega jezera ali izsuševanjem Aralskega jezera.